# La Cabanasse
La Cabanasse (în catalană La Cabanossa) este o comună în departamentul Pyrénées-Orientales din sudul Franței. În 2009 avea o populație de 708 de locuitori.

## Evoluția populației
| An        | 1975 | 1982 | 1990 | 1999 | 2006 | 2009 |
| --------- | ---- | ---- | ---- | ---- | ---- | ---- |
| Populație | 589  | 526  | 577  | 622  | 756  | 708  |